# Paul Vásquez
Paul Vásquez Vergara (Viña del Mar, 25 de enero de 1968) es un comediante y actor chileno, conocido por su participación en el dúo Dinamita Show junto a Mauricio Medina, donde adquirió notoriedad con el personaje «El Flaco».
También es voluntario y rescatista en el Cuerpo de Bomberos chileno, siendo presidente de su ONG Voluntad Pura.

## Carrera
En la década de 1980, inicia su carrera artística junto con Mauricio Medina, con quien iniciaron sus rutinas de humor negro, humor picaresco y de doble sentido. En ese momento, fundaron Dinamita Show. 
En sus inicios, ambos realizaban sus actos en la calle. Debido a su éxito, crearon una serie de películas estrenadas directamente en VHS a los que nombraron Cementerio Pal Pito. Esto los llevó a aparecer dos noches en el Festival de la Canción de Viña del Mar del año 1996, en donde triunfaron y consiguieron un récord jamás visto en la historia del Festival: 42 puntos de índice de audiencia.[cita requerida] Gracias a esto llegaron a trabajar como humoristas en Mega y TVN, además de continuar publicando vídeos como Matriz Recagado  [sic] (parodia de Matrix recargado).
Luego de su tiempo de fama comenzaron los rumores de que Paul usaba drogas, lo que no le vino bien al dúo. Por este motivo, en 1998 se separaron. Sin embargo, un año después se reconciliaron y volvieron a hacer dupla.
En 2003, Paul nuevamente cae en las drogas y en el alcohol por lo que, una vez despedidos del canal Mega, el dúo se separa definitivamente. A principios del 2004, Vásquez fue condenado a 10 meses de reclusión nocturna y comprometerse a rehabilitarse.
Ya rehabilitado y cumplida su condena, Paul retomó su carrera como comediante y volvió a trabajar en algunos programas de televisión como invitado, además, debutó como actor de teatro con la obra teatral El bueno, el flaco y el chico, en donde compartió escenas con los actores Juan Pablo Sáez y Claudio Olate.
En noviembre de 2008, Vásquez se reconcilia con Medina, tras cinco años sin dirigirse la palabra, luego de lo cual participan de los 50 años del Festival de la Canción de Viña del Mar en febrero de 2009, en el cual el dúo ganó todos los premios: Antorcha de Plata, Antorcha de Oro y Gaviota de Plata. Se presentarían en el mismo escenario en la edición de 2015, con menor éxito, aunque ganarían las gaviota de plata y de oro. Después de esto dieron a conocer que iban a internacionalizar su carrera, sueño que no se cumplió por su nueva y definitiva separación en 2016.
Ahora, Paul sigue con su carrera artística, esta vez en solitario. En 2017 participó en la cruzada solidaria Teletón, y en febrero de 2020 participó en la edición 61° del Festival de Viña del Mar, donde se presentó en la penúltima noche, obteniendo entre lágrimas las Gaviotas de Plata y de Oro. A esto se suma su participación en La fiesta de Chile por TVN, en la última noche, durante febrero de 2022;y su participación en la edición 2023 de la campaña solidaria Teletón.  
En 2023, luego de la baja del actor Daniel Alcaíno con su personaje de "Yerko Puchento" de la edición 2023 del Festival de Viña del Mar, y tres años después de su triunfante y polémica participación allí, Paul aclaró en un medio que sí estaría en condiciones para volver al escenario de este festival después de tres años, y esta vez, para la segunda noche juvenil de esa edición posiblemente reemplazando a Daniel y aclarando que, su humor es transversal y que de todas formas estaría en ese escenario sin importar la noche en donde le toca actuar para este certamen. Desgraciadamente, no fue posible y en su lugar, ocupó el joven comediante y tiktoker Diego Urrutia, quien encantó al público joven con su rutina standupera y musical en esa segunda noche.

## Vida personal
Paul es voluntario de Bomberos en la comuna de San Bernardo. Años después, fundó una ONG de rescatistas, Voluntad Pura, de la que es presidente. La ONG ha participado en el rescate de personas en desastres naturales. 
En 2014, y a solo un par de días de la muerte de su madre, Gladys "La Lali" Vergara Stack, se presentó voluntariamente en Valparaíso para colaborar en el combate del gran incendio que afectó a los cerros de la ciudad. En 2015 viajó junto a una cuadrilla de rescatistas de la 5.ª Compañía de Bomberos de San Bernardo a Chañaral durante las inundaciones y aluviones que afectaron a la Zona Norte.  
En 2017 es captado en Lolol colaborando con las labores en la serie de incendios forestales que afectaron a la zona central y sur del país ese verano. En esa oportunidad, en redes sociales se viraliza un vídeo en el que el humorista pronuncia una conmovedora arenga a un grupo de voluntarios.

“No se preocupen por los comentarios mal intencionados de gente que nunca se va a poner nuestras botas, porque no tienen el cuero de estar aquí...Descansen, no se agoten, el súper bombero no existe, somos humanos. Lucimos con orgullo nuestra cotona, los cascos, los números... Tenemos líderes capacitados que nos guiarán bien, tenemos a nuestros Comandantes, Capitanes y Tenientes. También están nuestros instructores y voluntarios adultos... Firme bomberos, y estoy muy orgulloso de estar en la fila con ustedes”.
Paul "Flaco" Vásquez

En 2019, con el equipo de su ONG, rescató a cientos de personas afectadas durante las protestas sociales en su país.
En marzo de 2021, reveló en una entrevista para el programa De tú a tú de Canal 13 que su nieto Alonso es fruto de una relación entre su hija Harbby y su hijastro Tomás.

### Controversias
El 4 de julio de 2022, Paul Vásquez fue detenido en el Aeropuerto de Santiago luego de protagonizar desórdenes con autoridades del aeropuerto. Vásquez, quien estaba próximo a tomar un vuelo a Iquique, habría agredido y amenazado de muerte a funcionarios de la aerolínea y policiales y le habría dado un cabezazo a un detective de la PDI, todo bajo los efectos del alcohol. Luego de ser formalizado, quedó en libertad aunque con prohibición de acercarse a las víctimas. Dos días después, le ofreció disculpas a los afectados por la situación.

## Premios
Como parte de Dinamita Show
- 1996: XXXVII Festival Internacional de la Canción de Viña del Mar - Antorcha de Plata y Gaviota de Plata.
- 2001: XLII Festival Internacional de la Canción de Viña del Mar - Gaviota de Plata.
- 2009: L Festival Internacional de la Canción de Viña del Mar - Antorcha de Plata, Antorcha de Oro y Gaviota de Plata.
- 2012: LIII Festival Internacional de la Canción de Viña del Mar - Antorcha de Plata, Antorcha de Oro, Gaviota de Plata y Gaviota de Oro.
- 2014: III Festival Viva Dichato - Premio de Participación
- 2015 LVI Festival Internacional de la Canción de Viña del Mar - Gaviota de Plata y Gaviota de Oro.

En solitario (como El Flaco)
- 2020: LXI Festival Internacional de la Canción de Viña del Mar - Gaviota de Plata y Gaviota de Oro.